# Paracheilinus rubricaudalis
Paracheilinus rubricaudalis là một loài cá biển thuộc chi Paracheilinus trong họ Cá bàng chài. Loài này được mô tả lần đầu tiên vào năm 2003.

## Từ nguyên
Từ định danh được ghép bởi hai âm tiết trong tiếng Latinh: ruber (“đỏ”) và caudalis (“ở đuôi”), hàm ý đề cập đến vây đuôi màu đỏ của cá đực loài này.

## Phân bố và môi trường sống
P. rubricaudalis có phân bố ở phần lớn khu vực Melanesia, cụ thể tại Fiji (nơi ban đầu), Vanuatu, quần đảo Solomon và phía đông bắc Papua New Guinea. Những ghi nhận ở Úc và phía nam đảo New Guinea là thuộc về một loài mới mô tả gần đây, Paracheilinus amanda.
P. rubricaudalis được tìm thấy ở độ sâu khoảng 15 đến 46 m.

## Mô tả
Chiều dài chuẩn lớn nhất được ghi nhận ở P. rubricaudalis là khoảng 5,6 cm.
Cá đực trưởng thành có màu đỏ cam. Vây lưng có một tia vươn dài, màu từ vàng đến đỏ, phần vây mềm phía sau tia này đỏ tươi và không có vệt đốm xanh nào, phần trước vàng. Sọc xanh óng trên cơ thể được xếp vào kiểu B (sensu Allen và cộng sự (2016)), nhưng vây đuôi chỉ có dải đỏ tươi ở cuối với sọc xanh óng sát rìa (gần như không có dải xanh giữa vây như những loài còn lại trong phức hợp). Vây hậu môn có màu vàng cam sẫm, với các tia vây phân nhánh màu đỏ tía, tạo nên kiểu hình răng cưa trên vây.
Cá cái tương tự nhau giữa các thành viên trong phức hợp, có màu cam đến nâu cam với các sọc trên thân theo kiểu B. Vây lưng, vây hậu môn và vây đuôi trong suốt với các vệt đốm màu xanh lam.
Số gai vây lưng: 8–9; Số tia vây lưng: 11; Số gai vây hậu môn: 3; Số tia vây hậu môn: 8–10; Số tia vây ngực: 14; Số gai vây bụng: 1; Số tia vây bụng: 5.

## Phân loại
P. rubricaudalis hợp thành nhóm phức hợp loài với 4 loài Paracheilinus carpenteri, Paracheilinus flavianalis, Paracheilinus mccoskeri và P. amanda, với điểm chung là có sọc theo kiểu hình B, còn gọi là phức hợp P. mccoskeri. So sánh theo cặp COI ty thể cho thấy khoảng cách di truyền giữa P. rubricaudalis và P. amanda là 1–1,2%.

## Sinh thái
P. rubricaudalis sống thành từng nhóm nhỏ với số lượng con cái nhiều hơn con đực.